# Vlag van Linkebeek
De vlag van Linkebeek is de gemeentelijke vlag van de Vlaams-Brabantse gemeente Linkebeek. Op 16 februari 1993 werd hij door het Bestuur van Vlaanderen bevestigd en uiteindelijk gepubliceerd op 22 juni 1993 in het officiële Belgisch Staatsblad.
Officieel wordt de vlag beschreven als:
Geschuind van rood en van wit, met op het wit een rood omwonden morenkop.
De kleuren van de vlag zijn afkomstig op het gemeentewapen, evenals van het morenkop. De morenkop is ook te zien op de vlag van Lennik, gebaseerd op het wapen van een ander lid van de familie Man.

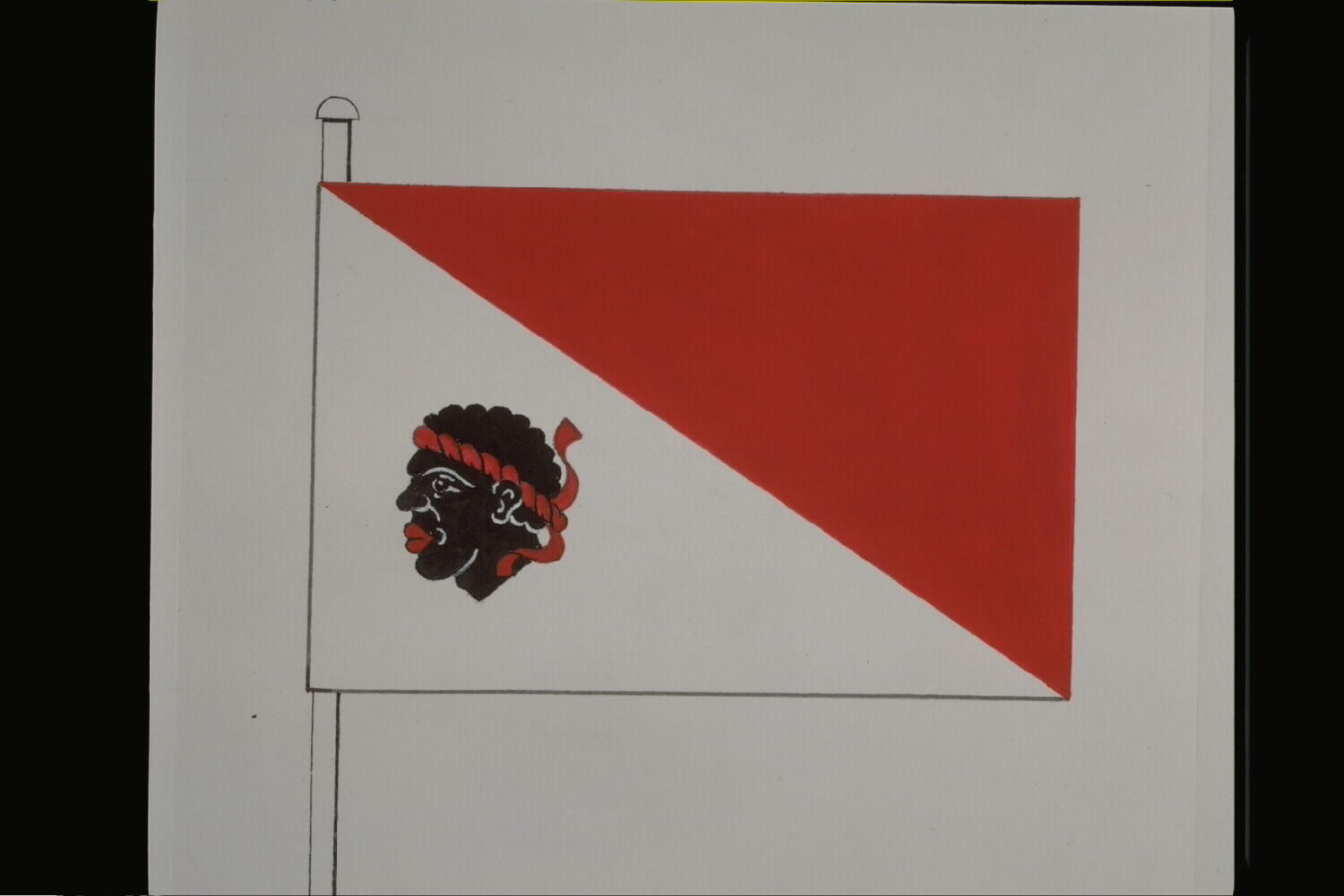
Officiële tekening van de vlag